# Drametse Ngacham
El Drametse Ngacham (que significa 'dansa de màscares dels tambors de Drametse': nga significa 'tambor' i cham significa 'ball de màscares') és una dansa sagrada realitzada a la ciutat de Drametse, a l'est de Bhutan. Es fa dues vegades a l'any, durant el festival Drametse, en el cinqué i desé mesos del calendari bhutanés. El festival, l'organitza el monestir d'Ogyen Tegchok Namdroel Choeling en homenatge al mestre budista del segle viii, Padmasambhava

## La dansa
La pràctica del ball presenta setze ballarins emmascarats i deu músics. Els dansaires usen mantells monàstics i màscares de fusta amb trets d'animals, reals i mítics. Els músics toquen platerets, trompetes i tabalets, incloent-hi el bang nga, un gran tambor cilíndric, el lag nga, un petit tambor circular de mà i el nga chen, un tabalet batut amb una baqueta doblegada. De primer fan un ball d'oració al Temple de pedra, el santuari principal, abans d'aparéixer un a un al pati del monestir. La dansa té dues parts: una part tranquil·la i contemplativa per a representar les deïtats pacífiques i una part ràpida i atlètica per a les irades.

## Història
Les representacions se'n realitzen des de fa quasi cinc segles. Al final del s. XIX, la dansa s'estengué a altres indrets de Buthan. Hui, s'acosta a una mena de dansa nacional de l'estat, representant la identitat de Buthan.
El ball és inscrit en la llista representativa del patrimoni cultural immaterial de la humanitat per la UNESCO el 2008, tot i que s'hi proclamàs al 2005. La proclamació original observa que "el nombre de practicants està disminuint a causa de la manca de temps per a l'assaig, l'absència d'un mecanisme sistemàtic per a entrenar i homenatjar els ballarins i músics i la disminució gradual de l'interés entre el jovent".
L'Institut d'Estudis d'Idiomes i Cultura de la Universitat Reial de Buthan coordinà i implementà un projecte per preservar i promoure'n la dansa. El projecte, el finançà el japonés Funds-in-Trust per a la Salvaguarda del Patrimoni Cultural Immaterial, mitjançant la UNESCO. Va enfortir la capacitat d'entrenament del monestir, compilà la documentació existent, gravà vídeos de la dansa, i n'investigà la història i activitats promocionals. El resultat del projecte és un llibre sobre el ball en anglès i dzongkha i una pel·lícula que l'acompanya.